# Personal rapid transit de Morgantown
Le Personal Rapid Transit de Morgantown est un taxi robot (PRT) installé dans la ville de Morgantown, aux États-Unis. Ce fut le seul système PRT entièrement automatique en service jusqu'à la mise en service du PRT ULTra à l'aéroport de Londres Heathrow en 2010.

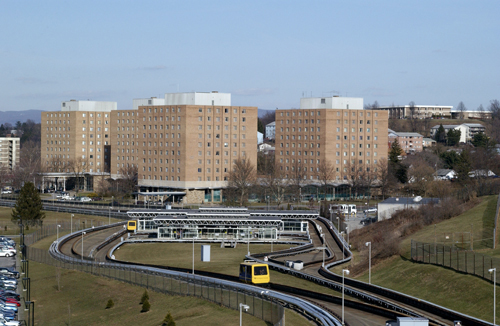
Vue du réseau.

Le système relie les trois campus de l'université de Virginie-Occidentale, et le centre-ville de Morgantown via cinq stations (Walnut, Beechurst, Engineering, Towers, Medical). Il fut construit dans les années 1970 et mis en service passagers avec trois stations, en octobre 1975. La totalité du parcours avec cinq stations passagers fut mise en service en 1979. La distance entre les deux stations terminales est de 6 km. Il transporte environ 15 000 personnes par jour selon la période scolaire, soit environ deux millions de voyages par an.

## Histoire
Aux Etats-Unis une importante étude de recherche sur les systèmes PRT a été menée par la Aerospace Corporation entre 1968 et 1976. En 1968, l'entreprise a décidé d'utiliser la technologie aérospatiale pour résoudre les problèmes urbains et a conclu que le PRT aurait ce potentiel. L'Université de Virginie-Occidentale à Morgantown s'est alors intéressée au PRT. L'Université était limitée en surface et répartie sur trois campus dans une ville aux rues encombrées. L'université reçut un soutien fédéral en juillet 1969 sous la forme d'une subvention. Un système PRT a été identifié comme la meilleure méthode pour déplacer les étudiants entre les campus. Le système Alden staRRcar (en) a été sélectionné pour une mise en œuvre après étude comparative. Les contrats de construction furent signés en avril 1971 et la construction commença en octobre de cette même année. C'est la société Boeing Vertol qui fut chargée de la construction les véhicules, Bendix Corporation a fourni les systèmes de contrôle et FR Harris Engineering concevrait et construirait la voie de guidage, les stations et d'autres installations.
Le système de Morgantown a commencé un service d'essai en octobre 1972. Lors de son ouverture partiel en octobre 1975, il a connu un démarrage agité, avec trois ans de retard et un coût final de 62 millions de dollars, soit quatre fois l'estimation initiale. Le système se composait alors de 8,4 km de voie simple de guidage, 45 véhicules, trois stations et une installation de maintenance / contrôle.
La construction de la phase 2 commença en mai 1977 et fut mise en service passagers en juillet 1979. Le système a été étendu de deux stations. La phase II a coûté 64 millions de dollars, portant le total pour l'ensemble du système à 130 millions de dollars. À son achèvement, le système comptait 71 véhicules, 13,9 km de voie de guidage et 5 stations. Une station existante a également été agrandie et une deuxième installation de maintenance a été ajoutée.
Bien que la construction du système ait dépassé de loin le budget, il s'est avéré être ce que ses concepteurs avaient réclamé : un système fiable de transport automatisé et peu coûteux à exploiter. Il a offert des services ponctuels bien meilleurs que les services d'autobus qu'il a remplacés et a éliminé les embouteillages du centre-ville.
Aucun blessé n'a été signalé au cours des 42 premières années d'exploitation. Le 30 novembre 2016, deux voitures ont été impliquées dans un accident entre les stations Beechurst et Walnut. Il y avait six passagers à bord et deux ont été traités pour des blessures mineures. Le 10 février 2020, des passagers ont été blessés du fait qu'un rocher s'est détaché de la colline voisine et a heurté une voiture.
La majeure partie du système (65%) est construite sur des ponts et des viaducs surélevés, tandis que le reste est au niveau du sol ou en dessous. Les travées du viaduc mesurent environ 9,1 m de long et il existe deux styles de viaduc, ceux construits dans la phase I étant nettement plus lourds que ceux construits dans la phase II.

## Le fonctionnement du système

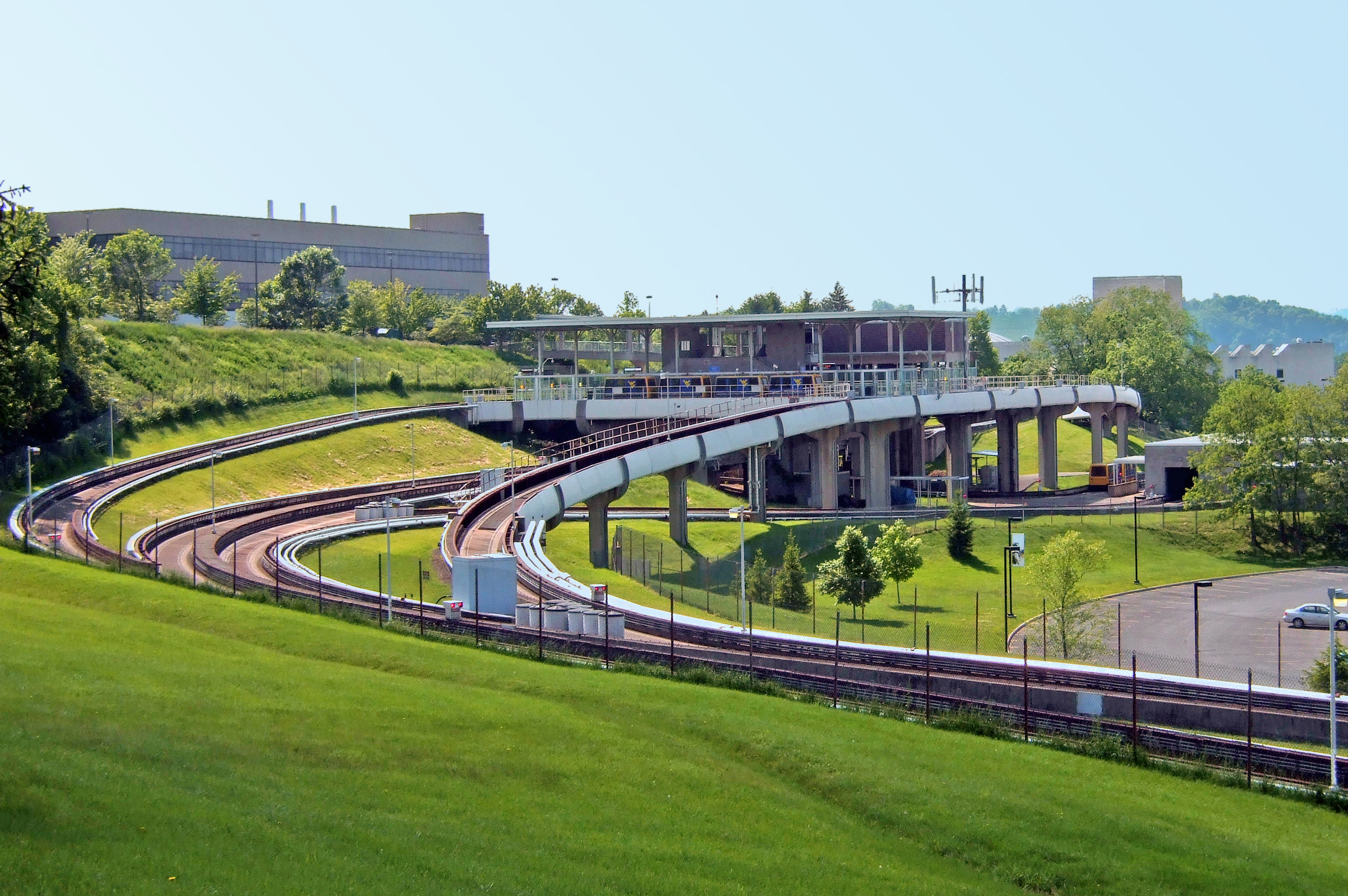
Voies et station

Le système est entièrement automatisé et peut fonctionner selon trois modes: «demande», «horaire» et «circulation». En mode demande, qui est utilisé pendant les heures creuses, le système réagit de manière dynamique aux demandes des usagers. Après avoir appuyé sur le bouton pour appeler une voiture, une minuterie démarre. Si la minuterie atteint une limite prédéterminée, typiquement 5 minutes, un véhicule est activé pour répondre à la demande même si aucun autre passager n'a demandé la même destination. De plus, si le nombre de passagers en attente vers la même destination dépasse une limite prédéterminée, généralement 15, un véhicule est immédiatement activé. Dans ce mode, le système fonctionne comme un véritable taxi robot. Comme dans tous ces systèmes, les stations sont construites avec des voies d'évitement, ce qui permet aux véhicules de contourner les stations et permet des trajets express entre les stations. Des sections d'évitement existent également le long de la ligne qui par ailleurs est constitué d'une voie simple. La destination des véhicules peut donc être à la demande, sans station intermédiaire.
Pendant les heures de pointe, le système passe en mode horaire, qui fait fonctionner les voitures sur des itinéraires fixes dont la demande est connue. Cela réduit le temps d'attente d'une voiture pour se rendre à une destination donnée et est plus efficace que le mode à la demande. Pendant les périodes de faible demande, le système passe en mode circulation, faisant fonctionner un petit nombre de véhicules qui s'arrêtent à chaque gare, comme un service de bus. Cela réduit le nombre de véhicules circulant sur le réseau.
La voie de guidage contient les boucles d'induction magnétique qui fournissent des données de localisation de la voiture.

## L'exploitation du système

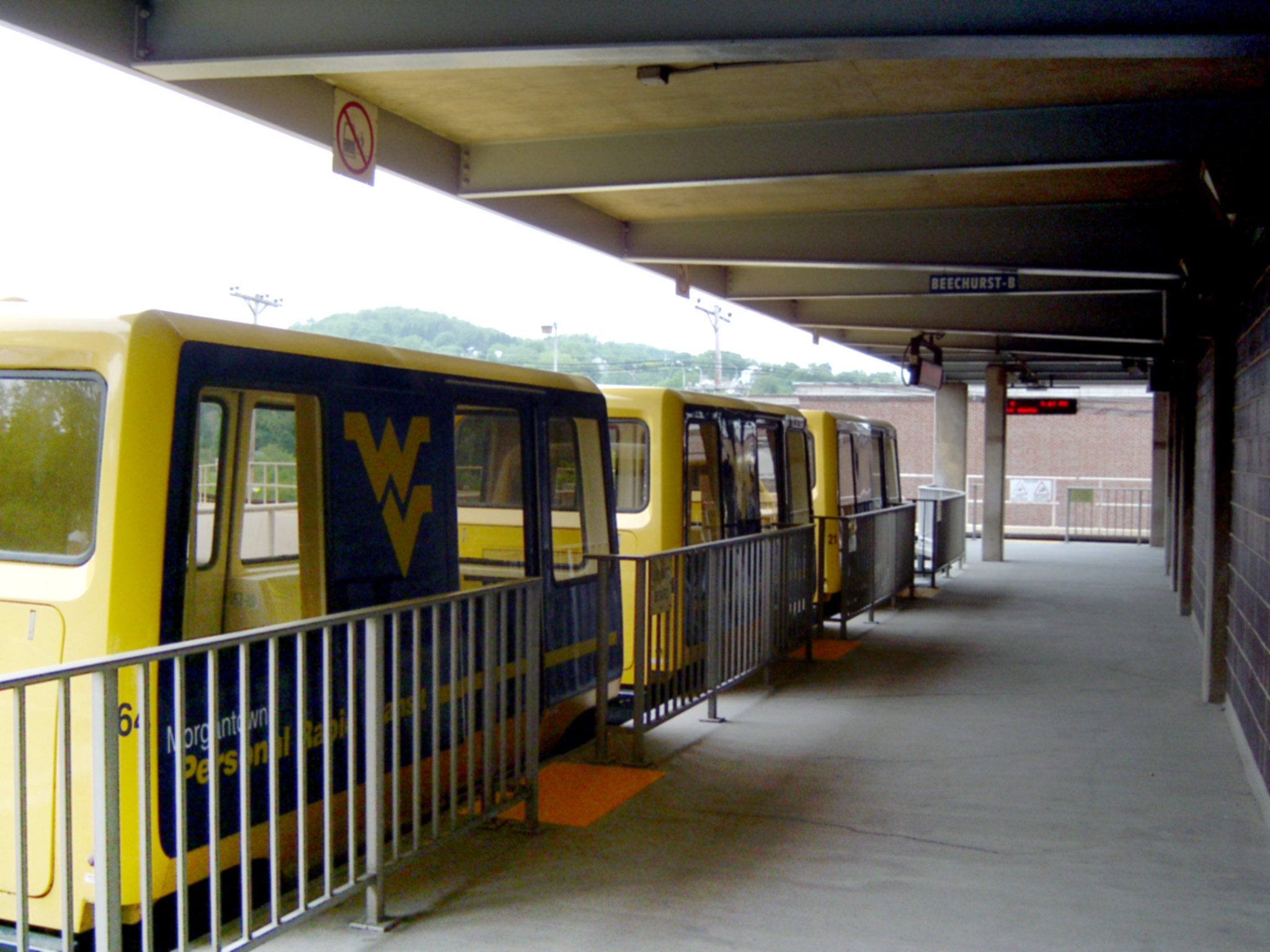
Plateforme B à la station Beechurst.

Les véhicules peuvent circuler avec un intervalle de 15 secondes en heure de pointe avec un temps d'attente en station de 20 secondes. Le nombre maximum de véhicules pouvant être intégré dans le système simultanément est de 60 véhicules. Ce qui permet une capacité de transport, malgré la faible taille des véhicules, de 20.000 passagers par jour.
Pendant les périodes scolaires d'automne et de printemps, le système est ouvert de 6 h 30 à 22 h 15 en semaine et de 9 h 30 à 17 h le samedi. Il est normalement fermé le dimanche. Pendant les périodes scolaires d'été, il fonctionne de 6h30 à 18h15 en semaine et de 9h30 à 17h00 le samedi, et est fermé le dimanche. Lorsque d'événements majeurs, notamment des matchs de football et de basketball masculin, qui se terminent en dehors des heures normales de fonctionnement, le système fonctionnera pendant au moins une heure après la fin de l'événement. Le système est fermé les jours fériés et pendant les périodes de vacances scolaires.
Au cours des premières années, le personnel d'exploitation, environ 70 personnes, était composé à 60% de personnel de maintenance, 25% de personnel d'opération, les autres constituant le personne administratif et de direction.

## Les caractéristiques techniques du système

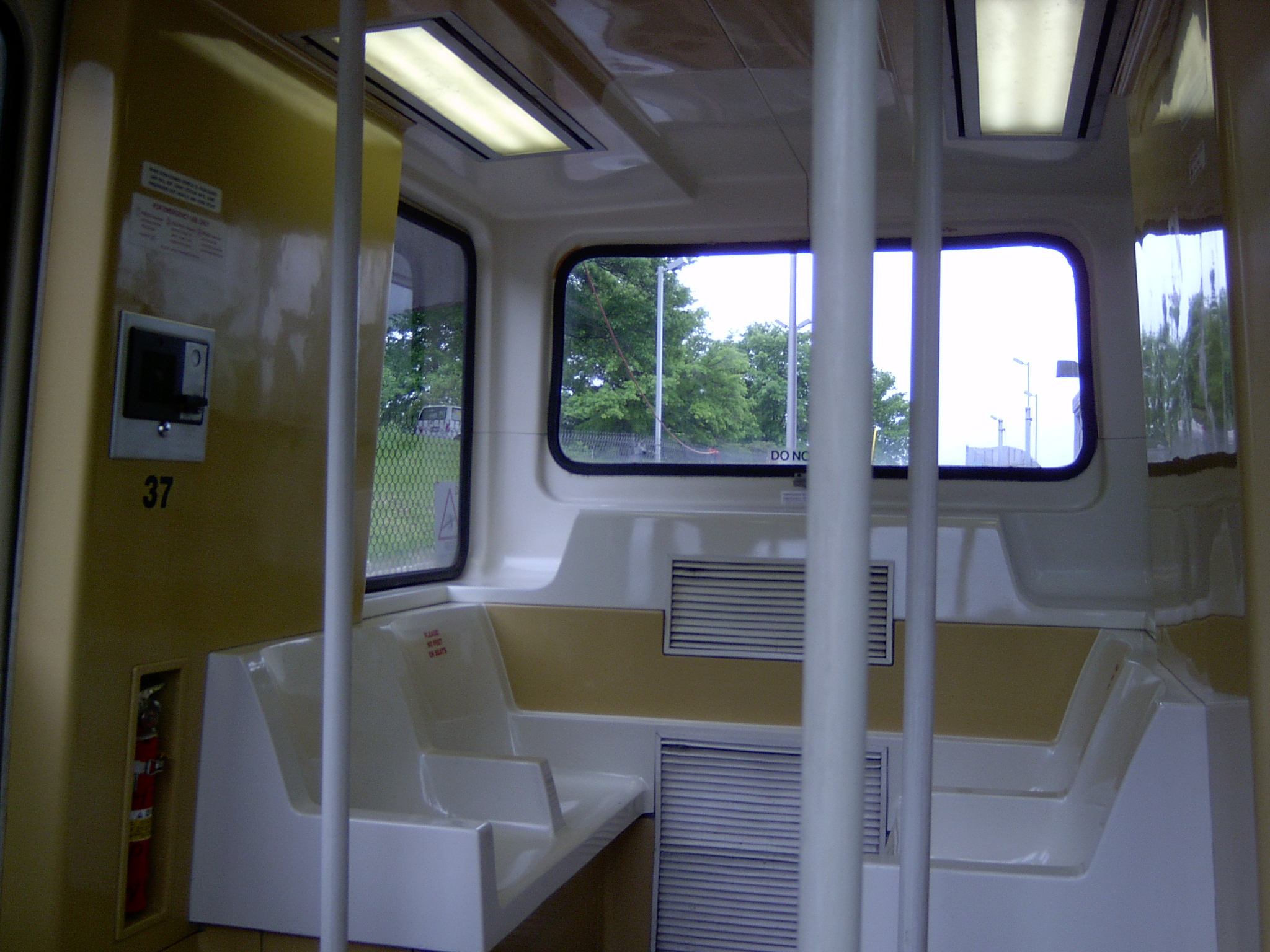
Intérieur d'un véhicule.

### Les véhicules
Les véhicules, au nombre de 73 à l'origine, disposent chacun de huit places assises (quatre sièges disposés en "U" à chaque extrémité) et permettent l'accessibilité à un fauteuil de personnes handicapées. Douze personnes peuvent également se tenir debout au centre des véhicules. Ils sont équipés de la climatisation et possèdent des portes automatiques de chaque côté qui s'ouvrent sur la plate-forme .
Le gabarit de la caisse est de longueur 4,72 m, de largeur 2,03 m. et de hauteur de 2,73 m.
Pesant 3 970 kg, les véhicules sont équipés de pneumatiques et circulent sur une voie en béton.
Les véhicules sont propulsés par un moteur à courant continu de 52 kW alimenté par un courant alternatif triphasé de 575 volts courant alternatif triphasé redressé pour entraîner le moteur à courant continu. Des capteurs électriques sont fixés des deux côtés de chaque voiture, qui se connectent à des rails électrifiés sur un ou les deux côtés de la voie de guidage. Les roues des véhicules se dirigent légèrement vers n'importe quel côté alimenté pour s'assurer qu'ils restent en contact électrique ferme avec les rails.
Chaque voiture a quatre roues directrices pour aider à négocier les virages serrés dans les rails de guidage PRT, en particulier autour des stations.

### Les voies
La voie de guidage est une chaussée dédiée aux véhicules à pneus en caoutchouc. C'est une structure en béton avec environ la moitié de sa longueur en aérien. C'est un réseau qui relie toutes les stations et l'installation de maintenance. La voie de guidage est principalement utilisée par les véhicules, sauf en cas d'urgence où les agents de maintenance peuvent conduire une voiture pour remorquer un véhicule qui ne fonctionne pas hors de la voie de guidage.
La voie de guidage est dotée de rails d'alimentation de propulsion triphasés de 575 V courant alternatif, 60 Hz sur la paroi latérale qui sont équipés d'un chauffage électrique pour les opérations par temps froid. Sous les rails d'alimentation se trouve un rail de direction qui permet à la roue de guidage des véhicules de se diriger le long de la voie de guidage.
Les boucles d'induction de communication et les tuyaux de chauffage des voies de guidage sont situés sur la chaussée.
Les voies en béton ont des tuyaux intégrés qui font circuler une solution de glycol, qui est chauffée dans les stations pour aider à faire fondre la neige et la glace fréquemment présentes en hiver à Morgantown.

## Modernisation du système
Depuis l'achèvement du système en 1975, la technologie des PRT a considérablement évolué, mais l'équipement du système a très peu changé. Lors de son ouverture, le PRT était contrôlé par des ordinateurs DEC PDP-11. En raison de la difficulté à se procurer des pièces de rechange, ces ordinateurs anciens ont été remplacés en 1997-1998 par des ordinateurs Intel Pentium.
Alors que le système avait atteint une fiabilité de plus de 98% pendant la majeure partie de sa durée de vie, sa fiabilité a diminué dans les années 2000, tombant à 90% en 2015. La plupart des pannes incombent aux véhicules.
Une étude de 2010 recommandait le renouvellement du système en raison de la baisse de fiabilité due à son âge et au manque d'accès aux pièces de rechange pour les composants clés, tels que les véhicules et le système de contrôle. Le rapport envisageait de remplacer le système par des bus, mais déconseillait ce choix en raison de la congestion qui en résulterait.
Un projet de modernisation en trois phases d'un système vieillissant a été approuvé en 2012 par le Conseil des gouverneurs de l'université. Le coût total devrait être de 100 à 130 millions de dollars. Le plan en trois phases consiste à d'abord en urgence à remplacer les systèmes de commande et de propulsion des véhicules actuels, ensuite à installer un nouveau système de contrôle automatique des trains, à moderniser l'alimentation électrique, à réparer l'infrastructure et enfin à remplacer tous les véhicules.
Une partie des travaux de phase I visant à améliorer le système de commande et de propulsion des véhicules a été achevée au début de 2014 et a permis d'améliorer les opérations.
Décidée par le conseil des gouverneurs en avril 2014, la phase II de la rénovation, 52,6 millions de dollars, est toujours en cours. Sur la base d'un contrat signé en avril 2014, Thales fournit une solution de transport clé en main qui comprend le système de contrôle des trains Seltrac et le système billettique. Au cours de la trêve hivernale de l'année académique 2017-2018, onze voitures ont été converties au nouveau logiciel. Les voitures mises à jour n'ont pas été utilisées pendant les heures normales car elles ne sont pas compatibles avec le système actuel. Le nouveau système de contrôle des véhicules doit être mis en service en 2020, soit avec deux ans de retard. En plus d'un nouveau logiciel des véhicules, la phase II comprend également le remplacement des tableaux électriques et des capteurs sur les voies de guidage.
La phase III sera axée sur le remplacement de l'ensemble de la flotte en plus de réaliser les réparations nécessaires pour la voie de guidage. Le coût estimé de cette phase est de 34,3 millions de dollars.